# ارکستر فیلارمونیک تهران

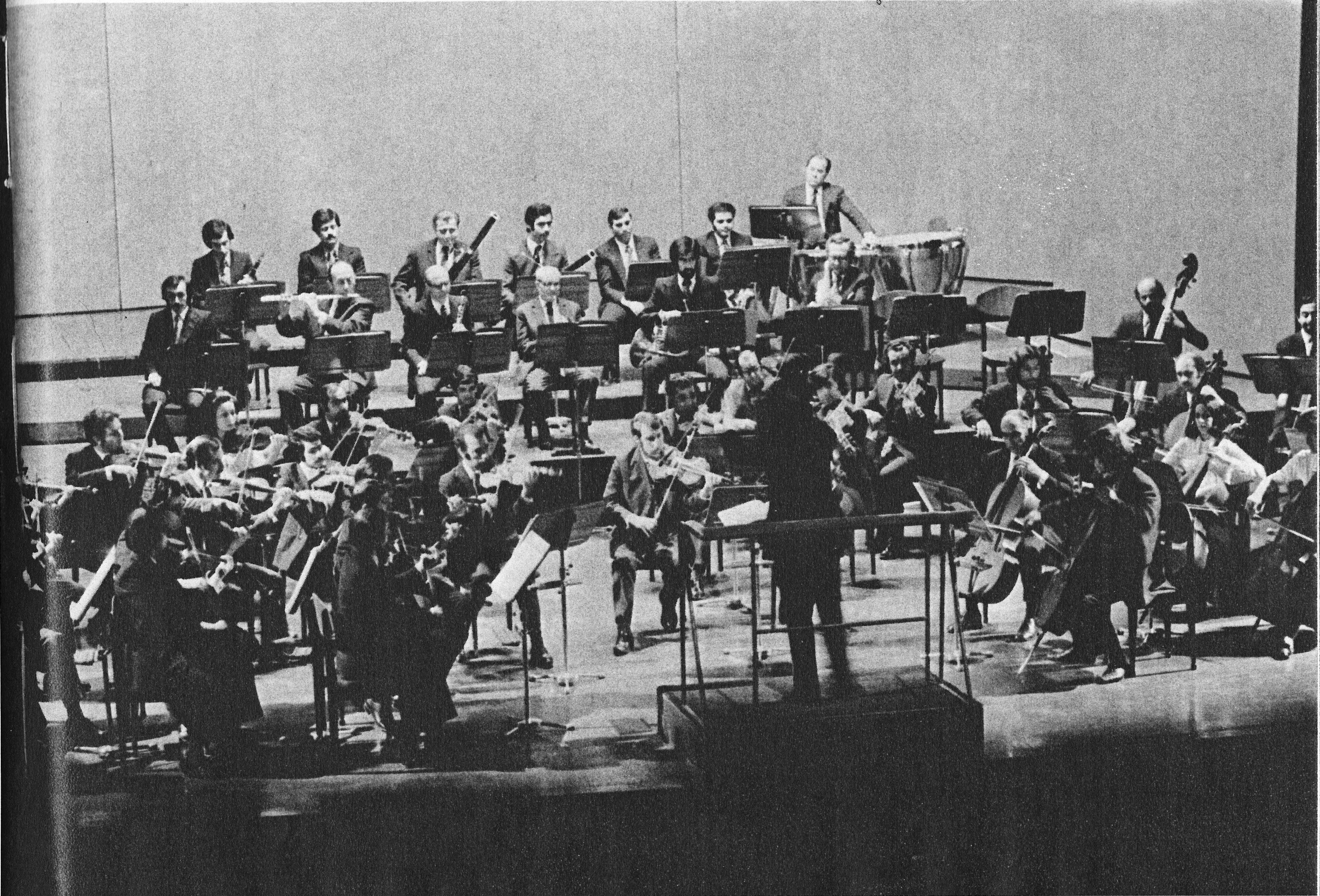
ارکستر فیلارمونیک تهران

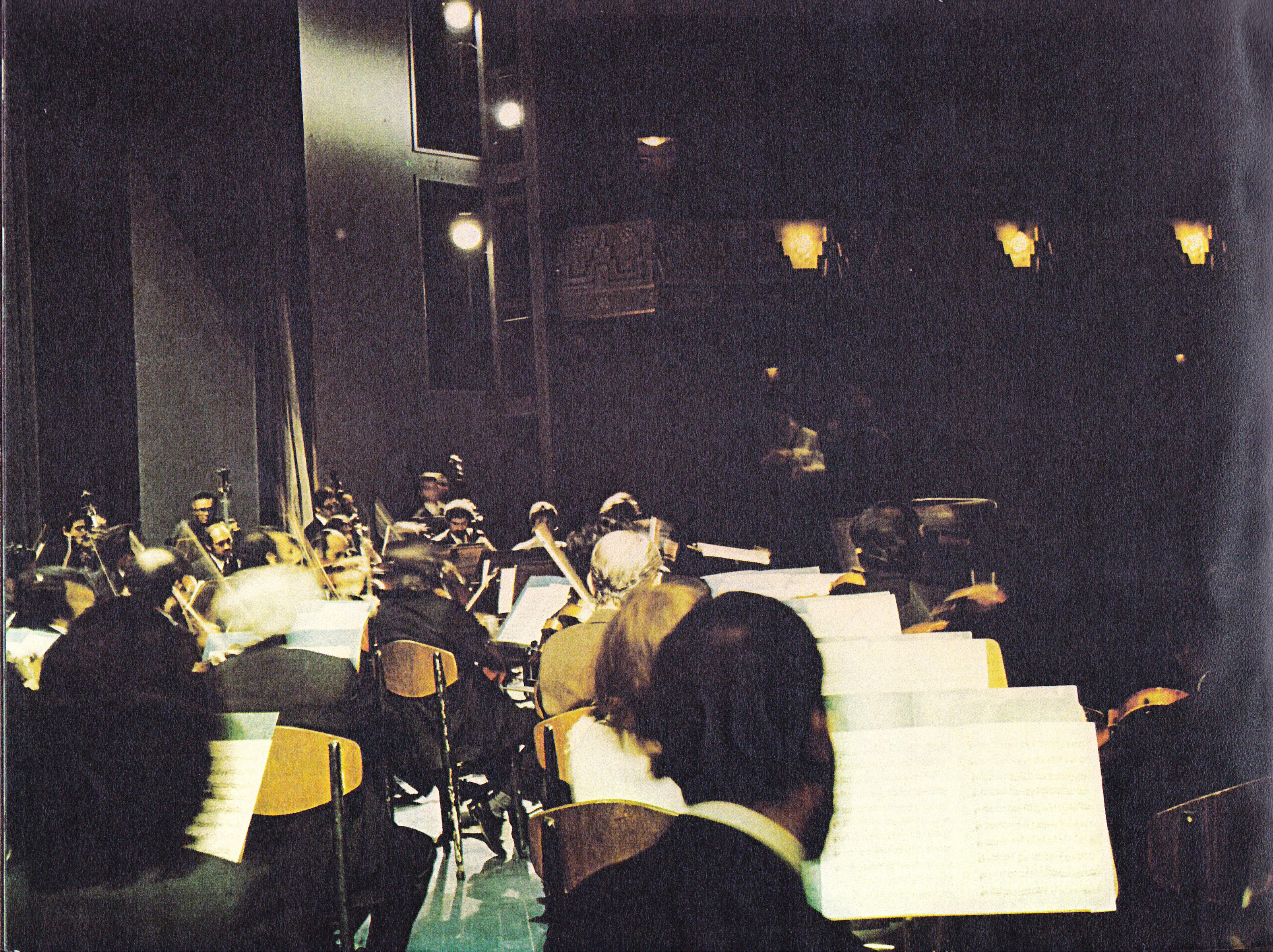
ارکسترفیلارمونیک تهران

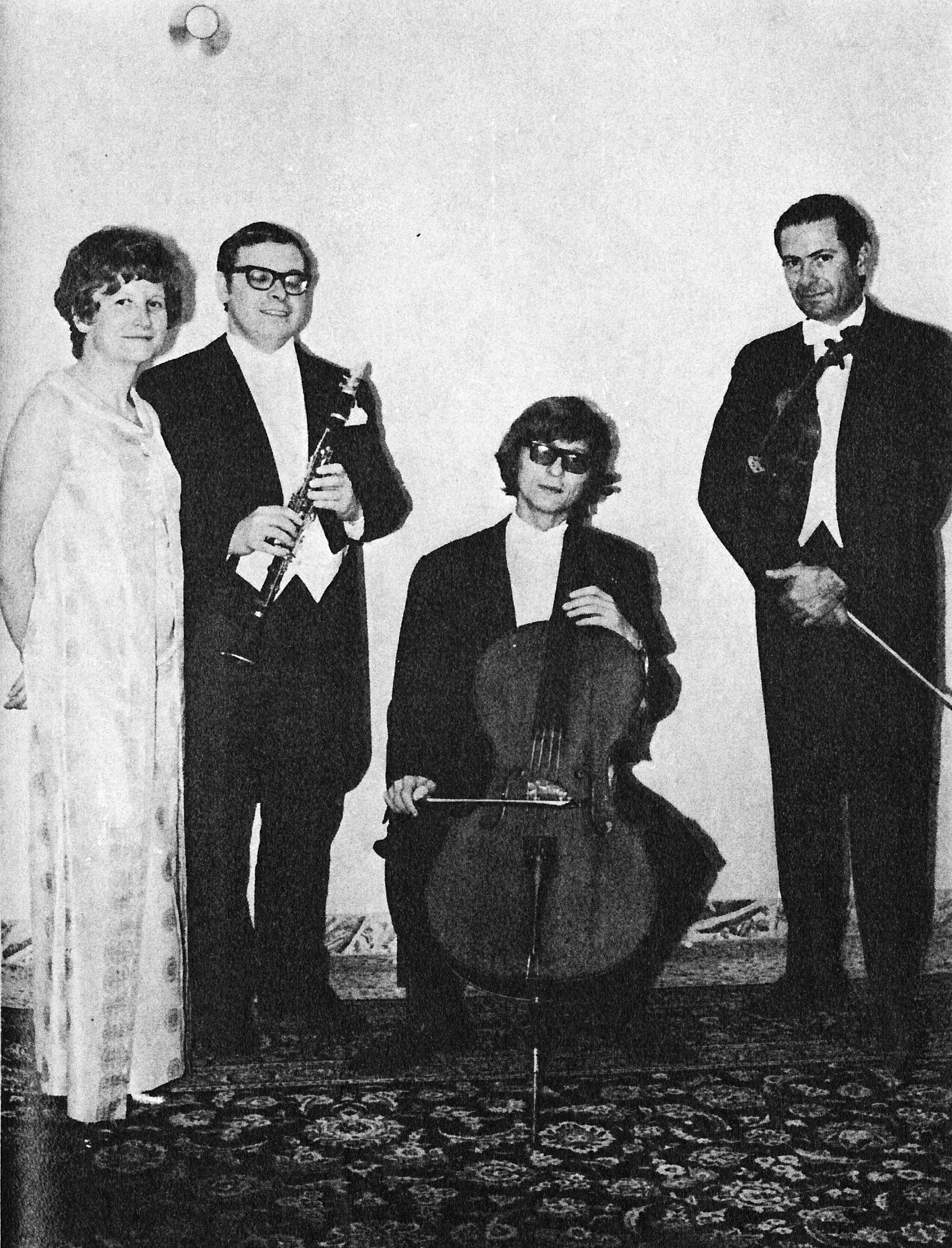
کوارتت به دعوت رهبر ارکسترفیلارمونیک تهران ۱۳۵۴

ارکستر فیلارمونیک تهران نخستین ارکستر فیلارمونیک در ایران بود که در سال ۱۳۳۲ به وسیله انجمن ناسودبر و مردمی انجمن فیلارمونیک تهران بنیان‌گذارده شد. ارکستر فیلارمونیک تهران زیر چتر حمایت انجمن فیلارمونیک تهران در راه گسترش موسیقی علمی و ایجاد انگیزه و راهنمایی دوستداران موسیقی کلاسیک اروپایی گام‌های بسزایی برداشت.

## تاریخچه
نخستین اجرای موسیقی غربی در ایران به زمان ناصرالدین‌شاه برمی گردد. در سال ۱۸۵۸ آلفرد ژان باتیست لومر رهبر ارکستر دربار فرانسه نخستین مدرسه موسیقی تهران را بنیان کرد و فارغ‌التحصیلان این مدرسه نخستین ارکستر دربار را بنا کردند.
موسیقی اروپایی کلاسیک در تهران پس از سفر ناصرالدین‌شاه به وین پایتخت اتریش مورد توجه فرار گرفت. در آن زمان ناصرالدین شاه با حکومت اتریش قراردادی نظامی را امضا کرد که بر اساس آن یک ارتش مدرن ایران به وجود آید. در چمدان‌ها و بار و بنه نخستین گروه ارتش مجارستان و اتریش به ایران سازهای موسیقی که رهبر ارکستر این مأموریت به نام یولیوس گه‌باوئر خریداری کرده بود و به ایران آورده شد.
ناصرالدین‌شاه برای نخستین بار در تاریخ ۱ خرداد ۱۲۵۸ (۲۲ مه ۱۸۷۹) از ارکستر ارتش ایران که گروه موسیقی ارتش اتریش و مجارستان آموزش داده بود بازدید کرد. در مراسم رژه مارش رادتسکی اثر یوهان اشتراوس (پدر) نواخته شد. یولیوس گه‌باوئر کسی که در ارتش ایران به مقام ژنرالی دست‌یافت در تهران مدرسه موسیقی بنیان کرد تا پایان عمرش تا سال ۱۲۷۴ خورشیدی (۱۸۹۵ میلادی) در ایران ماند.
نخستین ارکستر سمفونیک تهران در سال ۱۲۸۷ برابر با ۱۹۰۸ میلادی پس از انقلاب مشروطیت توسط غلامحسین مین باشیان از افسران ارتش راه‌اندازی شد. نخستین کنسرت فیلارمونیک در محل شهرداری تهران برگزار شد.

### بنیان‌گذاری ارکستر فیلارمونیک تهران
در میان کسانی که از پایه‌گذاران ارکستر سمفونیک تهران بودند می‌توان از سالار معزز نام برد. سالار معزز نزد بزرگانی چون نیکولای ریمسکی کورساکف و کارل فلش آموزش موسیقی دیده بود. سالار معزز پس از بازگشت به ایران نخستین کنسرواتوار خصوصی موسیقی ایران را بنیان نهاد. بدین ترتیب نخستین ارکستر چهل نفری سمفونیک تهران با همکاری دیگر موسیقی‌دانان و نوازندگان در ایران بر پا شد.
ارکستر فیلارمونیک تهران از آبان ۱۳۳۲ (نوامبر ۱۹۵۳) زیر پشتیبانی مالی و سازماندهی انجمن فیلارمونیک تهران که با ایده و پول مردم بنیان شده بود، قرار داشت. انجمن تنها از راه دریافت حق عضویت پرداختی و درآمدهای کنسرت‌های ارکستر فیلارمونیک خود را از نظر مالی تأمین می‌کرد. برای گسترش فعالیت‌های انجمن فیلارمونیک تهران برآن شد که زیر چتر حمایت فرح پهلوی درآید تا توجه به موسیقی کلاسیک را در بین جوانان ایرانی جلب کند. از سال ۱۳۳۹ حشمت سنجری رهبر ارکستر فیلارمونیک تهران شد.
انجمن کوشش می‌کرد که از هنرمندان پرآواره داخلی و خارجی برای برگزاری برنامه‌های خود استفاده کند و در این راه توانست کنسرت‌های بزرگی با هنرمندان نامی در ایران و ارکستر فیلارمونیک تهران بیش از پیش برگزار کند.
بین سال‌های ۱۳۴۱ تا ۱۳۵۶ فعالیت‌های ارکستر فیلارمونیک تهران به رهبری حشمت سنجری شکوفا شد. در درازای این سال‌ها تا انقلاب ۱۳۵۷ ایران، انجمن فیلارمونیک تهران بیش از ۱۲۰۰ عضو داشت و بیش از ۹۰۰ کنسرت در دیگر شهرهای ایران داد که نزدیک به ۳۵ در صد آن‌ها با همکاری هنرمندان ایرانی و ۶۰ درصد هنرمندان خارجی بودند و ۵ درصد نیز ایرانی و خارجی بود. ارکستر فیلارمونیک تهران همچنین با موسیقیدانان و نوازندگان و سولیست‌های پرآوازه جهان چون یهودی منوهین، زوبین مهتا و ایزک اشترن کنسرت‌هایی اجرا کرد. همچنین رهبران ارکستر پرآوازه‌ایی چون هربرت فون کارایان با ارکستر فیلارمونیک تهران در ایران کنسرت‌هایی برگزار کردند. ارکستر فیلارمونیک تهران در شهرستان‌های آبادان و شیراز نیز کنسرت‌های بسیاری داد.
پس از انقلاب ۱۳۵۷ ایران ارکستر فیلارمونیک تهران تعطیل شد. در سال ۱۳۷۸ فعالیت ارکستر فیلارمونیک تهران به مدیریت هنری و رهبری شریف لطفی مجددا آغاز شد. این ارکستر در آغاز، با عضویت ۳۰ نفر از نوازندگان جوان آغاز به کار نمود و در پایانِ فعالیت خود به تعداد ۵۵ نفر نوازنده افزایش یافته بود.
این ارکستر به علت عدم پشتیبانی‌های مالی لازم در سال ۱۳۸۱ تعطیل و فعالیت مجدد آن موکول به تأمین اعتبارات لازم گردید.
در سال ۱۳۹۰ «آرش گوران» ارکستری را با نام «ارکستر فیلارمونیک تهران» راه اندازی کرد و رهبری آن را بر عهده گرفت. این ارکستر با ارکستر قدیم فیلارمونیک تهران ارتباطی نداشته‌است.

## واژه‌نامه
1. ↑  Julius Gebauer
2. ↑  Carl Flesch